# Бомбардировка Бахрейна итальянскими ВВС
Бомбардировка Бахрейна итальянскими ВВС — бомбардировочный авианалёт во время Второй мировой войны, произошедший 19 октября 1940 года на государство Бахрейн, протекторат Британской империи. Цельюх итальянских ВВС (Regia Aeronautica) было уничтожение нефтедобывающих районов Бахрейна. Единственная в истории Второй мировой войны военная операция с прямым участием одной из стран «Оси» (Италии), произошедшая в Персидском заливе.

## Военно-стратегическая ситуация
Ещё в 1871 году Британская империя установила протекторат над Бахрейном, согласно которому шейх Бахрейна уступал контроль над иностранными делами страны правительству Великобритании, взамен на военную защиту. В 1932 году на территории Бахрейна была обнаружена нефть в коммерческих объёмах и вскоре начался её экспорт, при этом активное участие в нефтедобычи принимали американские компании. С 1935 года в Бахрейне появилась первая постоянная британская военная база.
10 июня 1940 года Королевство Италия, как союзник Германии, объявило войну Франции и Великобритании. Итальянское вторжение во Францию было недолгим. Французы подписали перемирие с итальянцами 25 июня, через три дня после перемирия Франции с Германией в Компьенском лесу. Таким образом, военное противостояние итальянцев было переключено полностью на британцев и их подконтрольные территории в Средиземноморье, Северной Африке и на Ближнем Востоке.
Летом 1940 года итальянский фашистский лидер и премьер-министр Бенито Муссолини получил план уничтожения нефтяных месторождений Бахрейна с целью срыва поставок нефти британскому флоту. План был предложен итальянским летчиком-испытателем, капитаном ВВС Паоло Моци.

## Налёт на Бахрейн и Дахран (Саудовская Аравия)
Рано утром 19 октября 1940 года четыре итальянских бомбардировщика Savoia-Marchetti SM.82s атаковали американский нефтеперерабатывающий завод в Бахрейне, кроме того бомбардировщики нанесли удар по близ расположенному городу Дахран в Саудовской Аравии, но, причинив там лишь незначительные повреждения, (существует версия что удар по Дахрану был нанесен по ошибке).
Чтобы нанести удар по контролируемым Британией нефтеперерабатывающим заводам в городе Манама в Персидском заливе, итальянские бомбардировщики совершили перелёт c греческого острова Родос длинной в 4200 км (2610 миль), длившийся 15 часов при скорости 270 км/ч, что, возможно, было рекордом для такой бомбардировочной миссии. Каждый самолет нес 1500 кг бомб. Итог операции оказался более-менее успешным, застигнув цель врасплох итальянские бомбардировщики без проблем перелетели в Итальянскую Эритрею, где приземлились на аэродроме в Зуле.
Во время рейда было сброшено 132 авиабомбы каждая весом в 15 килограмм и серьезно повреждено два нефтеперерабатывающих завода.
Налёт на Бахрейн оказался полной неожиданностью для британцев. Никто не мог предположить, что итальянские бомбардировщики смогут долететь так далеко. Одной из самых крайних точек бомбардировочных авианалётов итальянцев до этого момента была лишь подмандатная Британии Палестина, тогда как Бахрейн находился на расстоянии более 1600 километров от этого места.
Итальянское командование намеревалось использовать специальные самолёты SM.82s для бомбардировки английских нефтяных заводов Манамы в Персидском заливе, чтобы показать потенциальные возможности итальянских ВВС. Это была долгая и трудная миссия, предполагавшая полет протяженностью 4000 километров. Этторе Мути и его товарищи провели четыре дня, работая над полным пересмотром планов и составлением комплексного плана полета....18 октября, в 17.10, после заполнения как обычных, так и дополнительных баков, они загрузили три из четырех SM82s 1,5 тоннами зажигательных и взрывчатых бомб весом 15, 20 или 50 килограммов. Затем взлетели. Командиром первого самолета, который с трудом набирал высоту со взлетно-посадочной полосы Родос - Гадурра, (греческий остров Родос был оккупирован итальянцами после итало-турецкой войны), из-за перегрузки в 19 500 килограммов, был сам подполковник Мути. Ему помогали майор Джованни Райна и капитан Паоло Моци, имевший опыт полетов на перегруженных до 21 тонны самолетах.....SМ.82s, набрав высоту (маневр, который потребовал значительных усилий из-за огромного веса самолета), направился на восток, пролетел над Кипром, Ливаном и Сирией, наклонившись на юго-восток, когда они прошли мимо Иордании и Ирака, пока не достигли Персидского залива. Во время очень долгого полета, роль следопыта Мути SM82 доказала свою важную функцию в руководстве эскадрильей..... В 2.20 утра, незадолго до налёта на Бахрейн, самолет подполковника Федерики внезапно потерял связь с самолётом Мути и должен был сбросить свои бомбы на различные цели в районе Манамы, в то время как другие самолеты попали в цель. Как позже рассказал бомбардир Райна, "операция по обнаружению цели была легкой благодаря полному освещению добывающих и нефтеперерабатывающих заводов", которые были частично повреждены бомбами (полдюжины скважин и несколько нефтяных месторождений были подожжены). Как только они заметили вспышки первых взрывов, итальянские самолеты ушли по направлению к Зуле (Эритрея), где приземлились в 8:40. Вся итальянская группировка пролетела 2400 километров за 15:30 часов. В эритрейском аэропорту вместе с небольшой толпой итальянских авиаторов пилоты встретили четвертую эскадрилью SM.82, которая тем временем прибыла с Родоса в качестве самолета поддержки на обратном пути, если одно из судов совершит аварийную посадку в пустыне. Alberto Rosselli 
Официальный Рим заявил, что их бомбардировщики установили новый рекорд дальности, преодолев 3000 миль с баз, расположенных на острове Родос. Американский журнал «Time» писал, что итальянцы настаивали на том, что самолеты заправлялись с подводных танкеров, хотя на самом деле самолеты просто загружались топливом до отказа.
В первые дни войны....одним из крупных успехов, позволивших итальянцам вести крупную борьбу в Северной Африке, были бомбардировки на большие расстояния, осуществленные подполковником Этторе Мути в Палестине и Бахрейне, которые нанесли серьезный ущерб британским портовым сооружениям и нефтеперерабатывающим заводам. Это вызвало у британцев значительные материально-технические проблемы, но также вынудило их отвлечь ресурсы для защиты Ближнего Востока, которые были крайне необходимы в других местах. Это также помогло ослабить угрозу судоходным путям в Средиземноморье, позволив итальянским войскам перебраться в Северную Африку с очень небольшими потерями. Bjr-Researchomnia

## Последствия
Бахрейнский рейд сопровождался другими дальними итальянскими рейдами на Эфиопию и Эритрею. Полковник Мути планировал бомбардировочный рейд на Нью-Йорк летом 1943 года, однако из-за событий в Италии в июле того же года и последующей капитуляции план не был осуществлён. Также одним из событий стал перелёт между Римом и Токио совершенным летом 1942 года, с промежуточной посадкой на оккупированной территории СССР.